# Renault Novaquatre
Renault Novaquatre — легковий автомобіль, що виготовлявся французькою компанією «Рено» у 1937—1941 рр.
Уперше Novaquatre представили восени 1937 р. Модель являла собою економічну версію Primaquatre, що поєднувала кузов Celtaquatre та 4-циліндровий рядний двигун робочим об'ємом 2383 см3 із водяним охолодженням Primaquatre.
Максимальна потужність двигуна Novaquatre складала 48 к. с. (36 кВт) при 3000 об/хв (на відміну від потужності двигуна Primaquatre 52 к. с. (39 кВт) при 3300 об/хв). Витрата палива — 9—10 л/100 км (на відміну від 12—13 л/100 км у Primaquatre).
Максимальна швидкість становила 110 км/год (69 миль/год), хоча вона знизилась до 100 км/год (63 милі/год) наприкінці 1939 р., коли автомобілі стали комплектувати іншими двигунами. Трансмісія містила механічну 3-ступеневу коробку передач.
У квітні 1938 р. виробництво Celtaquatre було припинено, натомість його замінили Juvaquatre та Novaquatre.
У вересні 1939 р. Франція як і Велика Британія оголосили війну Німеччині й у червні 1940 р. німецька армія вторглася та захопила північну Францію. Тому виробництво практично зникло. У 1939 р. автомобілі стали комплектувати двигунами меншого робочого об'єму 1813 см3, механічний гальмівний привод (тросовий) замінили гідравлічним від Lockheed.